# Alfred Swahn
Alfred Gomer Albert „Alf” Swahn (ur. 20 sierpnia 1879 w Uddevalli, zm. 16 marca 1931 w Sztokholmie) – szwedzki strzelec, dziewięciokrotny medalista olimpijski. Specjalista w strzelaniu do tarczy o sylwetce jelenia (jeden medal zdobył także w trapie). Syn Oscara Swahna.

## Życiorys
Alfred reprezentował kluby: Stockholms SkarpSF, Djursholms-Danderyds SF i stołeczny FOK. Brał udział w czterech igrzyskach olimpijskich (IO 1908, IO 1912, IO 1920 i IO 1924). Na pierwszych igrzyskach w Londynie, wystąpił w dwóch konkurencjach, zdobywając jeden złoty medal. Cztery lata później wystąpił w pięciu konkurencjach; zdobył dwa medale złote. W Antwerpii w 1920 roku, wystartował w czterech konkurencjach, zdobywając medale aż w trzech. Z kolei w Paryżu, brał udział w pięciu konkurencjach, zdobywając trzy medale.
Ogółem, wystartował w 16 konkurencjach. Poza swoją specjalnością, startował także pięciokrotnie w trapie, zdobywając jeden medal brązowy w drużynie (Antwerpia 1920). Spośród 16 startów na igrzyskach, tylko dwa razy był klasyfikowany poza czołową szóstką.
Trzykrotnie zdobywał medale w konkurencjach drużynowych razem ze swoim ojcem (w 1908, 1912 i 1920). Pod względem ilości zdobytych medali olimpijskich w strzelectwie, Alfred Swahn sklasyfikowany jest na drugim miejscu (w klasyfikacji wszech czasów wyprzedza go tylko Amerykanin Carl Osburn, który ma na koncie 11 medali).
Nigdy nie zdobył medalu mistrzostw świata (choćby dlatego, że w czasach jego aktywności nie rozgrywano konkurencji, w których się specjalizował).

### Wyniki olimpijskie
| Igrzyska | Konkurencja                                     | Wynik                                       | Miejsce     | Źródło |
| -------- | ----------------------------------------------- | ------------------------------------------- | ----------- | ------ |
| IO 1908  | Runda pojedyncza do sylwetki jelenia, drużynowo | 86 punktów (druż.), 26 punktów (ind.)       | 1 (na 2)    | [ 4 ]  |
| IO 1908  | Trap                                            | 22 punkty                                   | 25 (na 30?) | [ 5 ]  |
| IO 1912  | Runda pojedyncza do sylwetki jelenia            | 41 punktów                                  | 1 (na 34)   | [ 6 ]  |
| IO 1912  | Runda pojedyncza do sylwetki jelenia, drużynowo | 151 punktów (druż.), 37 punktów (ind.)      | 1 (na 5)    | [ 7 ]  |
| IO 1912  | Runda podwójna do sylwetki jelenia              | 68 punktów                                  | 4 (na 20)   | [ 8 ]  |
| IO 1912  | Trap                                            | 82 punkty (17-25-40)                        | 22 (na 61)  | [ 9 ]  |
| IO 1912  | Trap, drużynowo                                 | 243 punkty (druż.), 45 punktów ind. (18-27) | 4 (na 6)    | [ 10 ] |
| IO 1920  | Runda pojedyncza do sylwetki jelenia            | 41 punktów                                  | 2 (na ?)    | [ 11 ] |
| IO 1920  | Runda pojedyncza do sylwetki jelenia, drużynowo | 153 punkty (druż.), 34 punkty (ind.)        | 4 (na 4)    | [ 12 ] |
| IO 1920  | Runda podwójna do sylwetki jelenia, drużynowo   | 336 punktów (druż.), 69 punktów (ind.)      | 2 (na 4)    | [ 13 ] |
| IO 1920  | Trap, drużynowo                                 | 500 punktów (druż.), 84 punkty (ind.)       | 3 (na 8)    | [ 14 ] |
| IO 1924  | Runda pojedyncza do sylwetki jelenia            | 37 punktów                                  | 6 (na 32)   | [ 15 ] |
| IO 1924  | Runda pojedyncza do sylwetki jelenia, drużynowo | 154 punkty (druż.), 40 punktów (ind.)       | 2 (na 7)    | [ 16 ] |
| IO 1924  | Runda podwójna do sylwetki jelenia              | 72 punkty                                   | 3 (na 31)   | [ 17 ] |
| IO 1924  | Runda podwójna do sylwetki jelenia, drużynowo   | 250 punktów (druż.), 69 punktów (ind.)      | 3 (na 7)    | [ 18 ] |
| IO 1924  | Trap, drużynowo                                 | 354 punkty (druż.), 88 punktów (ind.)       | 4T (na 12)  | [ 19 ] |